# Чемпионат мира по прыжкам на батуте 1974
8-й чемпионат мира по прыжкам на батуте проводился в Йоханнесбурге (ЮАР) 23 марта 1974 года.

## Результаты

### Мужчины

#### Батут
| Ранг | Страна    | Гимнаст      | Очки  |
| ---- | --------- | ------------ | ----- |
| 1    | Франция   | Ричард Тисон | 71.10 |
| 2    | США       | Сторми Итон  | 71.00 |
| 3    | Австралия | Питер Харли  | 70.00 |

#### Синхронные прыжки
| Ранг | Страна | Гимнаст                       | Очки  |
| ---- | ------ | ----------------------------- | ----- |
| 1    | США    | Боб Нили Джим Картлидж        | 39.91 |
| 2    | ФРГ    | Роберт Швебель Вернер Фридрих | 38.50 |
| 3    | ЮАР    | Дерик Лоц Стивен Pelser       | 37.70 |

### Женщины

#### Батут
| Ранг | Страна | Гимнаст             | Очки  |
| ---- | ------ | ------------------- | ----- |
| 1    | США    | Александра Николсон | 72.1  |
| 2    | США    | Стейг Мерилин       | 71.30 |
| 3    | ЮАР    | Дженнифер Либенберг | 70.90 |

#### Синхронные прыжки
| Ранг | Страна | Гимнаст                          | Очки  |
| ---- | ------ | -------------------------------- | ----- |
| 1    | ФРГ    | Утэ Шайле Петра Венцела          | 39.68 |
| 2    | США    | Стейг Мерилин Джули Джонсон      | 36.58 |
| 3    | ЮАР    | Дженнифер Либенберг Стефани Смит | 36.33 |